# Paraliparis galapagosensis
Paraliparis galapagosensis és una espècie de peix pertanyent a la família dels lipàrids.

## Descripció
- La femella fa 10,4 cm de llargària màxima.
- Nombre de vèrtebres: 67.[5]

## Hàbitat
És un peix marí i batidemersal que viu fins als 710 m de fondària.

## Distribució geogràfica
Es troba al Pacífic sud-oriental: les illes Galápagos.

## Observacions
És inofensiu per als humans.